# Kungariket Württemberg

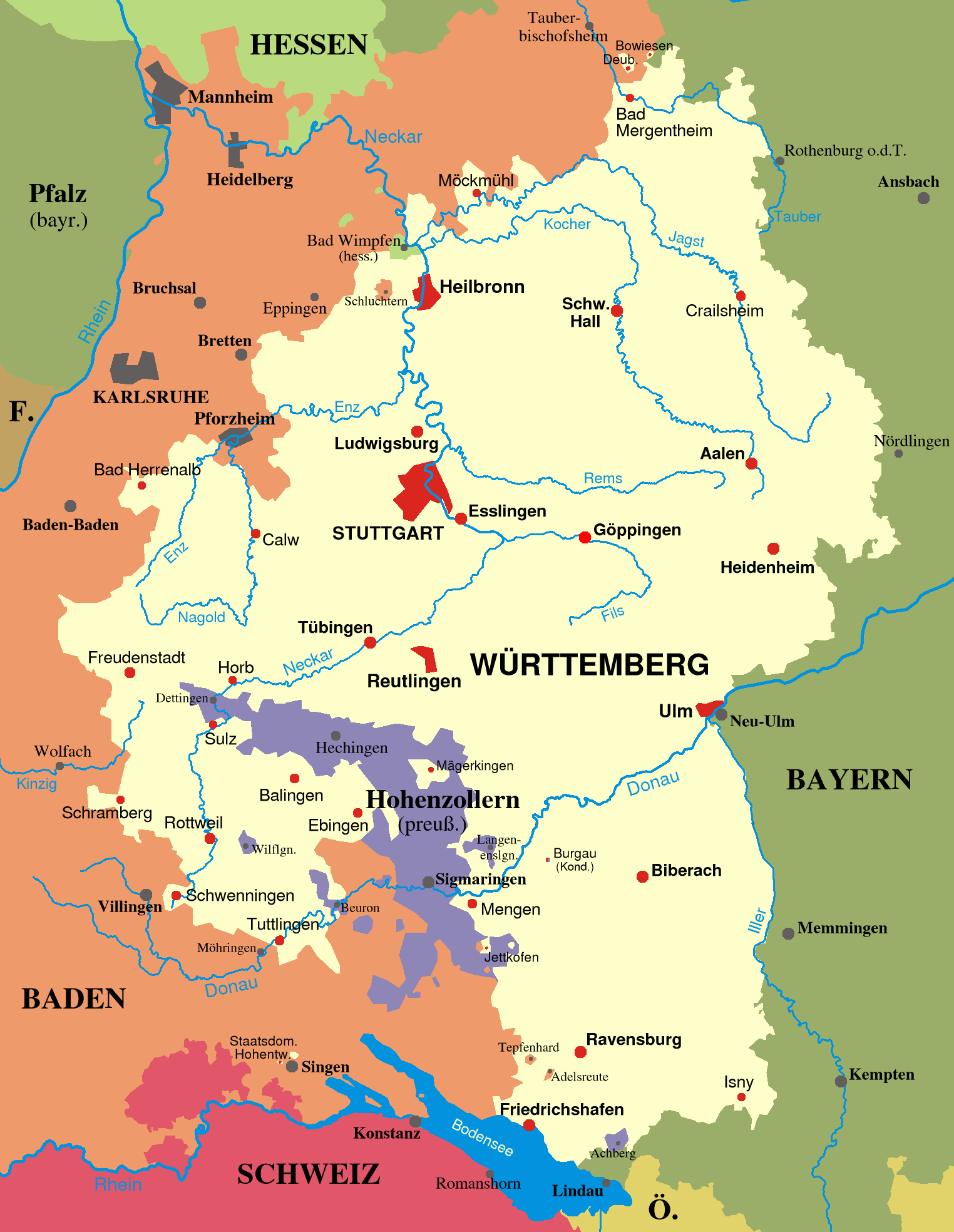
Kungariket Württemberg som det såg ut från slutet av Napoleonkrigen till slutet av första världskriget. Från 1815 till 1866 var det en medlemsstat av tyska förbundet och från 1871 till 1918 var det en federal stat inom det Tyska riket.

Kungariket Württemberg (tyska: Königreich Württemberg) var en stat som existerade mellan 1806 och 1918 och som under tiden för sin existens var Europas minsta kungarike. Numera är området en del av det tyska förbundslandet Baden-Württemberg.

## Geografi
Största avståndet mellan norr och söder var 225 kilometer och det största avståndet mellan väster och öster var 160 kilometer. Gränsen hade en total längd av 1 800 kilometer. Landets sammanlagda area var 19 508 km².
I öster delade det gräns med Bayern och i de andra väderstrecken med Baden, med undantag av en liten sträcka i söder där det gränsade till Hohenzollern och Bodensjön.

## Förvaltning
Württemberg var ett konstitutionellt konungarike, ärftligt på manslinjen efter förstfödslorätt inom dynastin Württemberg, och ingick enligt fördrag från den 25 november 1870 som en medlem av Tyska riket. Württembergs grundlag utfärdades den 25 september 1819, men förändrades dels genom en vallag av 1868, dels genom ett par författningslagar från 1874 och 1876.
Kungen styrde landet med biträde av 6 ministrar (utrikes-, finans-, justitie-, krigs-, kultus-
och inrikesministrarna), varjämte det fanns ett statsråd (das Geheimerath), i vilket ministrarna var självskrivna ledamöter, och vars mening inhämtades i viktigare frågor. Under utrikesministern sorterade även kungliga hus- och statsarkivet, järnvägar, post och telegraf.
Representationen (die Landstände) var delad på två kamrar: die Kammer der Standesherren, bestående av myndiga kungliga prinsar, huvudmännen för mediatiserade familjer samt av kungen särskilt utnämnda ledamöter, vilka antingen kan erhålla arvsrätt eller utnämndes blott för livstid, och vars antal inte fick överstiga en tredjedel av de övriga ledamöternas (inalles omkr. 40), samt die Kammer der Abgeordneten, som bestod av 13 ombud för ridderskapet, 6 protestantiska och 3
katolska andliga, universitetskanslern, ett ombud från varje av de 7 största städerna och 63 ombud (ett från varje Oberamtsbezirk) valda av städer och landsbygd gemensamt. Hela antalet var 93. De valda medlemmarna utsågs för sex år.
Första kammarens talman utnämndes av kungen; vicetalmannen valdes av kammaren bland de ärftliga ledamöterna. Andra kammaren valde själv talman och vice talman. För valrätt fordrades 25 års ålder, för valbarhet 30 års ålder, men ingen census utom för den första kategorins ombud, vilka skulle vara delägare uti eller ägare av ett riddargods. Valsättet var direkt. Lantdagen skulle sammankallas minst en gång vart tredje år.
Württemberg var delat i 4 kretsar
(Kreise): Neckar- och Schwarzwaldskretsarna, som närmast motsvarade det gamla stamlandet, samt
Jagst- och Donaukretsarna, som till största delen förvärvades i början af 1800-talet.
Kretsen styres av en Kreisregierung, som bestod av en ordförande
(Vorstand) samt flera råd och assessorer. Kretsarna delas i Oberamtsbezirke (inalles 64), som vart och ett förvaltades av en Oberamtmann, biträdd av en Amtmann.
Alla kommunerna i kretsen bildade en amtkommun, Amtkörperschaft, med en mängd gemensamma angelägenheter, synnerligen av ekonomisk art. I denna finnes en amtsrepresentation, Amtsversammlung, på 20–30 ombud från de enskilda kommunerna med överamtmannen såsom ordförande. Kommunen förvaltades genom ett Gemeinderath på 5–24 personer,
valda för sex år av alla kommunens skattskyldiga innevånare. Dess ordförande utsågs för livstid och bar titeln Schultheiss.
Rådets förvaltning granskades av ett Bürgerausschuss, valt för två år, vilket samlades en gång om året. Det kan framställa önskningar och förslag, men har ingen beslutande rätt. Huvudstad var Stuttgart.
Lagskipningen utövades av 64 amtsrätter
(Amtsgerichte), 8 Landgerichte och en högsta domstol
(Oberlandesgericht) i Stuttgart.

## Historia
Den historiska regionen Württemberg blev hertigdöme 1495 och kurfurstendöme 1803. Den 1 januari 1806 antog den regerande hertigen Fredrik II titeln som kung Fredrik I. Han upphävde konstitutionen och förenade gamla och nya Württemberg. Han ställde sedan kyrkans tillgångar under statens kontroll. 1806 gick han in i Rhenförbundet och erhöll ytterligare territorier med 160 000 invånare. Lite senare, genom freden i Wien i oktober 1809, kom ytterligare 110 000 invånare under hans styre. För att återgälda dessa tjänster slöt Fredrik upp på Napoleons sida i hans fälttåg mot Preussen, Österrike och Ryssland. Av de 16 000 soldater som marscherade mot Moskva 1812 kom endast några hundra tillbaka. Efter slaget vid Leipzig i oktober 1813, övergav kung Fredrik den franske kejsaren, vars tid såg ut att snart vara ute, och genom en uppgörelse med Österrikes utrikesminister Klemens von Metternich i Fulda i november 1813 säkrade han sin kungliga titel och de erövringar som han nyligen hade gjort. Hans trupper började marschera med de allierade trupperna mot Frankrike. 1815 anslöt sig kungen till det tyska förbundet men Wienkongressen medförde inga territoriella förändringar för hans land. Samma år lade han fram ett utkast till en ny författning inför sitt folks representanter men de förkastade denna och mitt i detta dog Fredrik den 30 oktober 1816.
Den nya kungen, Vilhelm I (regeringstid: 1816–1864), tog genast tag i den konstitutionella frågan och efter diskussion kom den nya grundlagen till i september 1819. Denna författning, med efterföljande förändringar, gällde fram till 1918. En period av lugn började nu och tillståndet i kungadömet, för dess utbildningssystem, för dess jordbruk och vad gällde dess handel och manufakturer började få uppmärksamhet på allvar medan kung Wilhelm I genom sparsamhet, både vad gällde det offentliga och det privata, hjälpte till att förbättra landets finanser. Önskan efter större politisk frihet bleknade inte och efter 1830 uppstod vissa oroligheter. Dessa ebbade dock snart ut eftersom Württembergs anslutning till den tyska tullföreningen och byggandet av järnvägar gynnade handeln.
Den revolutionära rörelsen 1848 påverkade Württemberg även om inget våld förekom inom kungadömet. Kung Vilhelm avskedade Johannes Schlayer (1792-1860) och hans andra ministrar och tillsatte istället män med mer liberala idéer som var representanter för idén om ett enat Tyskland. Kung Vilhelm proklamerade en demokratisk konstitution men så fort rörelsen hade förbrukat sitt krut avskedade han de liberala ministrarna och i oktober 1849 återkom Schlayer och hans förbundna till makten. Genom att förhindra allmän rösträtt lyckades kungen och hans ministrar att sätta samman en hörsam församling 1851. Denna avskaffade de privilegier som hade införts sedan 1848. På detta sätt återställde myndigheterna 1819 års grundlag och makten kom i händerna på en byråkrati. Ett konkordat med påvedömet var en av de sista saker som hände under Vilhelms långa period av styre men parlamentet förkastade överenskommelsen eftersom det föredrog att reglera relationerna mellan kyrka och stat på sitt eget sätt.
I juni 1864 efterträdde Karl (regeringstid: 1864-1891) sin far Vilhelm I som kung och var nästan omedelbart tvungen att söka bemästra problemen. I duellen mellan Österrike och Preussen om överhögheten i Tyskland hade Vilhelm konsekvent tagit Österrikes sida och hans politik fick sin fortsättning även under den nye kungen och hans rådgivare. 1866 tog Württemberg till vapen till förmån för Österrike i det österrikisk-preussiska kriget, men tre veckor efter slaget vid Königgrätz (3 juli 1866) led kung Karls trupper en betydande förlust vid Tauberbischofsheim och landets öde låg i Preussens händer. Preussarna ockuperade norra delen av Württemberg och förhandlade fram en fred i augusti 1866. Württemberg betalade ett skadestånd på 8 000 000 gulden, men samtidigt underskrevs ett hemligt avtal om militärt samarbete med Preussen. Württemberg var en av undertecknarna av Sankt Petersburg-deklarationen 1868.
Slutet på kampen mot Preussen tillät en förnyelse av den demokratiska agitationen i Württemberg men den hade inte uppnått några faktiska resultat då det stora kriget mellan Frankrike och Preussen bröt ut 1870. Fastän Württembergs politik hade fortsatt att drivas mot Preussen drogs kungadömet med i den nationella entusiasmen som drog över Tyskland och dess trupper deltog på ett avgörande sätt i slaget vid Wörth och i andra operationer under kriget. 1871 blev Württemberg medlem av det nya Tyska riket, men bibehöll kontrollen över sitt eget postväsende, telegrafer och järnvägar. Württemberg hade också vissa speciella privilegier vad gällde beskattning och armén och under de tio kommande åren stödde Württembergs politik den nya ordningen på ett entusiastiskt sätt. Många politiska reformer, speciellt inom den finansiella sektorn, följde men ett förslag att förena järnvägsnätet med det övriga Tysklands järnvägsnät misslyckades. Sedan skatterna sänkts 1889 blev en reformation av författningen den viktigaste frågan. Kung Karl och hans ministrar ville stärka de konservativa inslagen i kamrarna men lagändringar 1874, 1876 och 1879 ledde bara till obetydliga reformer i avvaktan på en mer omfattande överenskommelse. Den 6 oktober 1891 avled kung Karl hastigt. Hans kusin, Vilhelm II (regeringstid: 1891-1918) efterträdde honom på tronen.
Han fortsatte att föra samma politik som föregångaren. 
Diskussioner angående en reform av konstitutionen fortsatte och valet 1895 blev en framgång för demokraterna. Kung Vilhelm hade inga söner och det hade inte heller hans enda manliga släkting som var protestant, hertig Nikolaus (1833-1903) Dtta betydde att den katolska grenen av familjen skulle ärva tronen och detta skulle skapa svårigheter i relationerna mellan kyrka och stat. Tronarvinge var 1910 den katolske hertig Albrecht (1865-1939).
Mellan 1900 och 1910 koncentrerades Württembergs politiska historia runt uppgörelserna om författningen och utbildningssystemet. Grundlagen genomgick en revision 1906 och en utbildningsöverenskommelse kom 1909. 1904 hade järnvägsnätet integrerats med det i resten av Tyskland.
Som en del av Tyskland deltog Württemberg i första världskriget. Under novemberrevolutionen vid krigsslutet avträdde regeringen i Württemberg den 6 november 1918 för att lämna plats för en demokratisk regering.
Kung Wilhelm lämnade den 9 november Stuttgart och flyttade till sitt jaktslott Bebenhausen. Den 30 samma månad abdikerade han som kung och tog titeln hertig av Württemberg (Herzog von Württemberg). 
Kungariket Württemberg upphörde härigenom att existera i och med att Fria Folkstaten Württemberg (Freier Volksstaat Württemberg) bildades och blev en del av Weimarrepubliken.

## Württembergs kungar

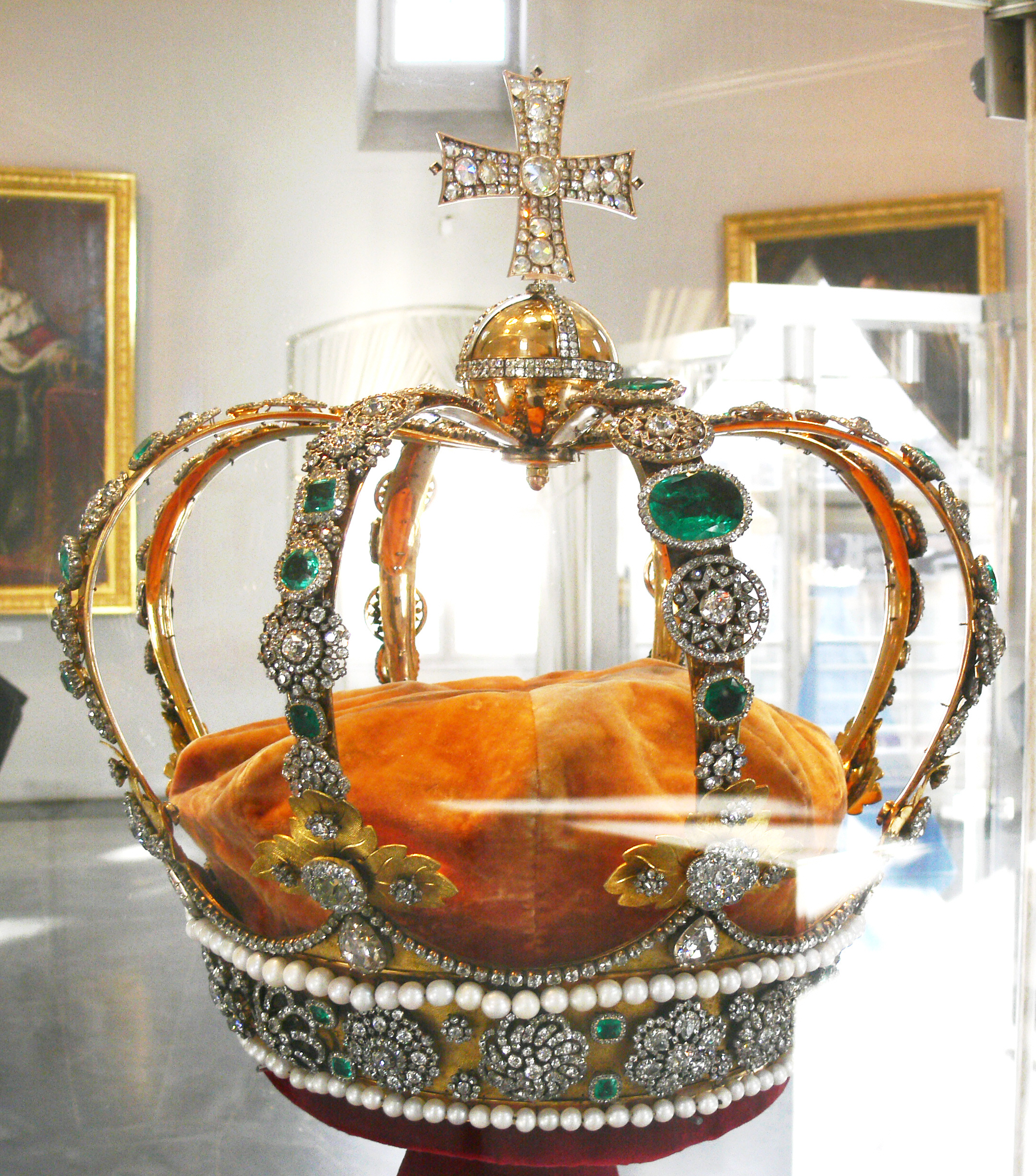
Württembergs kungakrona

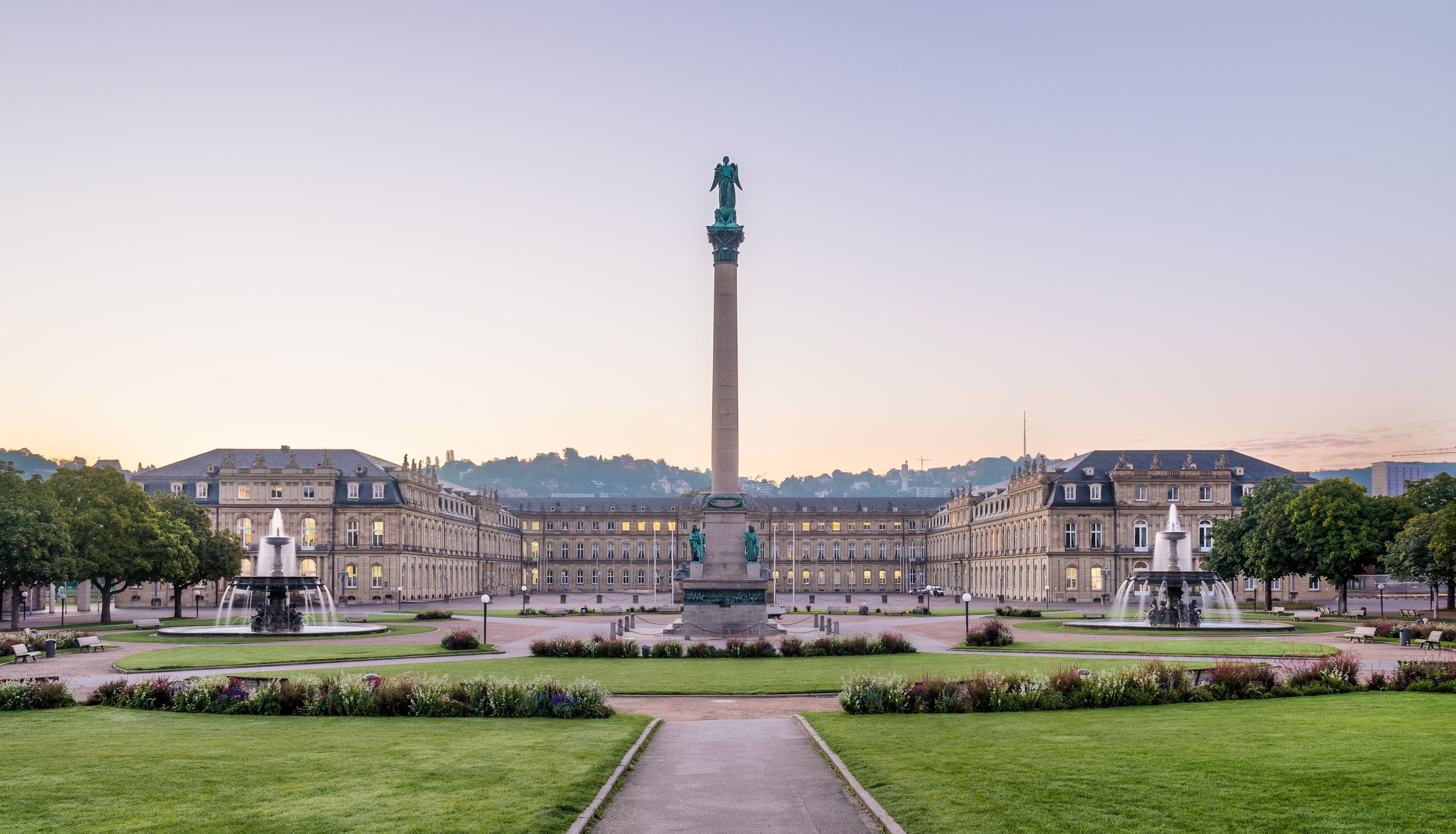
Neues Schloss i Stuttgart, färdigställt 1807 och återuppbyggt 1957.

| Nr | Porträtt | Namn                   | Regeringstid    | Regeringstid     | Gemål | Anmärkning                                                    | Not   |
| Nr | Porträtt | Namn                   | Från            | Till             | Gemål | Anmärkning                                                    | Not   |
| -- | -------- | ---------------------- | --------------- | ---------------- | --- | ------------------------------------------------------------- | ----- |
| 1  |          | Fredrik I (1754–1816)  | 1 januari 1806  | 30 oktober 1818  | Augusta Karolina av Braunschweig-Wolfenbüttel (död 1788) Charlotte av Storbritannien                                 | Regerande hertig 1797–1803 Kurfurste av Württemberg 1803–1806 | [ 1 ] |
| 2  |          | Vilhelm I (1781–1864)  | 30 oktober 1818 | 25 juni 1864     | Karolina Augusta av Bayern (skilsmässa 1814) Katarina Pavlovna av Ryssland (död 1819) Pauline Therese av Württemberg |                                                               | [ 2 ] |
| 3  |          | Karl I (1823–1891)     | 25 juni 1864    | 6 oktober 1891   | Olga Nikolajevna av Ryssland                                                                                         |                                                               |       |
| 4  |          | Vilhelm II (1848–1921) | 6 oktober 1891  | 30 november 1918 | Marie av Waldeck-Pyrmont (död 1882) Charlotte av Schaumburg-Lippe                                                    | Abdikerade 1918                                               | [ 3 ] |